# Jakob Mast
Jakob Mast (* 21. Juni 1904 in Sommenhardt; † 1. April 1994 in Bad Teinach-Zavelstein) war ein deutscher Landwirt und Politiker (CDU).

## Leben
Mast war beruflich als Landwirt in Sommenhardt (heute ein Stadtteil von Bad Teinach-Zavelstein)  tätig. Er trat nach dem Zweiten Weltkrieg in die CDU ein, war seit 1946 Gemeinderat in Sommenhardt und amtierte dort bis zum 31. Dezember 1974 als Bürgermeister. Des Weiteren wurde er 1946 in den Kreistag des Landkreises Calw gewählt. Von 1947 bis 1952 war er Abgeordneter im Landtag für Württemberg-Hohenzollern. Von 1952 bis 1953 war er Mitglied der Verfassunggebenden Landesversammlung für Baden-Württemberg und danach bis 1960 Abgeordneter des Wahlkreises Calw im Landtag von Baden-Württemberg.